# Phthiracarus atlanticus
Phthiracarus atlanticus är en kvalsterart som först beskrevs av Pérez-Íñigo 1987.  Phthiracarus atlanticus ingår i släktet Phthiracarus och familjen Phthiracaridae. Inga underarter finns listade i Catalogue of Life.